# Tomasz Kaźmierowski
Tomasz Kaźmierowski (ur. 4 października 1967 w Złotowie) – polski przedsiębiorca i menedżer, publicysta, magister prawa (Uniwersytet Adama Mickiewicza w Poznaniu), absolwent handlowych studiów podyplomowych we Francji (Ecole Superieure de Commerce), działacz kulturalny. Poza Polską mieszkał przez kilka lat we Francji, Holandii i Rosji. Obecnie żyje w Warszawie.

## Działalność gospodarcza
Kaźmierowski pracował w latach 1992–1996 dla międzynarodowych korporacji w Polsce (Nestle, Pepsi-Cola International). Od 1996 współtworzył detaliczne ramię Citibanku (Poland), a od 2000 pierwszy bank internetowy w Polsce i Europie Środkowo-Wschodniej, Inteligo, którego był członkiem zarządu, prezesem i jednym z inwestorów.
Na zlecenie Canal+ Francja, jako wicedyrektor generalny odpowiedzialny za rynek polski kierował uruchomieniem platformy cyfrowej Cyfra+.
W latach 2004–2008 był członkiem zarządu Alfa-Banku rozwijając bankowość detaliczną w Rosji, na Ukrainie i Białorusi. W latach 2012–2015 doradzał przy zmianie strategii holenderskiego Amsterdam Trade Banku.
Po 2008 członek kilku rad nadzorczych w zagranicznych spółkach w Szwecji, Norwegii, Wielkiej Brytanii, na Ukrainie i Białorusi. Mniejszościowy inwestor w kilku polskich i zagranicznych start-upach lub małych spółkach z obszaru ekologii, recyklingu i branży FinTech.

## Działalność społeczna
Na przełomie 2013 i 2014 roku założył Fundację Identitas, której prezesem pozostaje do dziś.
Jest aktywnym uczestnikiem debaty dotyczącej historycznych i obecnych relacji niemiecko-polskich. W 2015 echem odbił się jego (wspólny z profesorem UJ Andrzejem Nowakiem i szefem Ośrodka Analiz Strategicznych, dziennikarzem i dyplomatą Witoldem Juraszem) list otwarty do ówczesnego Prezydenta RP Bronisława Komorowskiego krytykujący jego osobisty udział w organizowanych przez Akademię Fundacji Adenauera uroczystościach, będących w ocenie sygnatariuszy listu gloryfikacją niemieckich zamachowców z 20 lipca 1944. Autorzy listu zarzucili Bronisławowi Komorowskiemu bezrefleksyjny udział w realizowanym przez stronę niemiecką kluczowym przedsięwzięciu konsekwentnej polityki historycznej RFN. W 2020 r. swoją publikacją „To niezgrabne lekceważenie”, podniósł kwestię drastycznej nierównowagi jeśli idzie o obustronny wpływ na medialne narracje w Polsce i Niemczech, wskazując na dominację niemieckich grup medialnych na polskim rynku dzienników oraz na wypadki interpretowane jako próby wpłynięcia na wynik wyborczy w Polsce, przy jednoczesnej hermetyczności i ochronie przed zagranicznym udziałem w wypadku rynku dzienników w Niemczech.
W marcu 2020 zorganizował na arktycznej wyspie Uløya niecodzienne warsztaty dla polskich humanistów. Udział w nich wzięli pisarze Mariusz Cieślik, Dawid Jung, Marcin Cielecki, Marcelina Szumer-Brysz i Radek Rak, filozofowie Tomasz Herbich, Paweł Rzewuski i Wawrzyniec Rymkiewicz, publicysta Marcin Makowski i społecznik Michał Lorenc. Opinie uczestników warsztatów na temat warunków twórczości humanistycznej w Polsce i funkcjonowania twórców w środowiskach konfliktujących narracji Kaźmierowski podsumował „Listem z Uloyi”, który został opublikowany przez media kojarzone z różnymi wizjami polskiej kultury.

## Działalność pisarska i publicystyczna
W 2016 roku wydał zbiór esejów pt. „Podróże z kwasem, garbnikiem i słodyczą” (wyd. Zysk, współpraca: Maciej Mizerka, Artur Paszczak). W 2017 roku opublikował “Winnik. Krople z podróży” (Wydawnictwo Noart), a w 2018 r. „To było teraz” (Wydawnictwo Noart). Regularnie publikuje felietony, głównie w Publicrelations.pl, a także w “Do Rzeczy” i “A Zero”.
Od 2024 członek Stowarzyszenia Pisarzy Polskich.

## Odznaczenia
- brązowy Medal „Zasłużony Kulturze Gloria Artis” za upowszechnianie kultury (2019)[13]